# Witsnor
De witsnor (Euophrys herbigrada) is een spinnensoort in de taxonomische indeling van de springspinnen (Salticidae).
Het dier komt uit het geslacht Euophrys. Euophrys herbigrada werd in 1871 beschreven door Eugène Simon.